# 普利特维·纳拉扬·沙阿
普利特维·纳拉扬·沙阿（1722年—1775年），廓尔喀国王，尼泊尔沙阿王朝的建立者。中国史料称他为博納喇赤。
1742年即廓尔喀王国（在今尼泊尔中部）王位。经过20年的时间先后攻灭马拉王朝的加德满都、帕坦、巴德冈等国，定都加德满都，建立沙阿王朝。为近代统一的尼泊尔国家的缔造者。